# Kunsthalle Wil

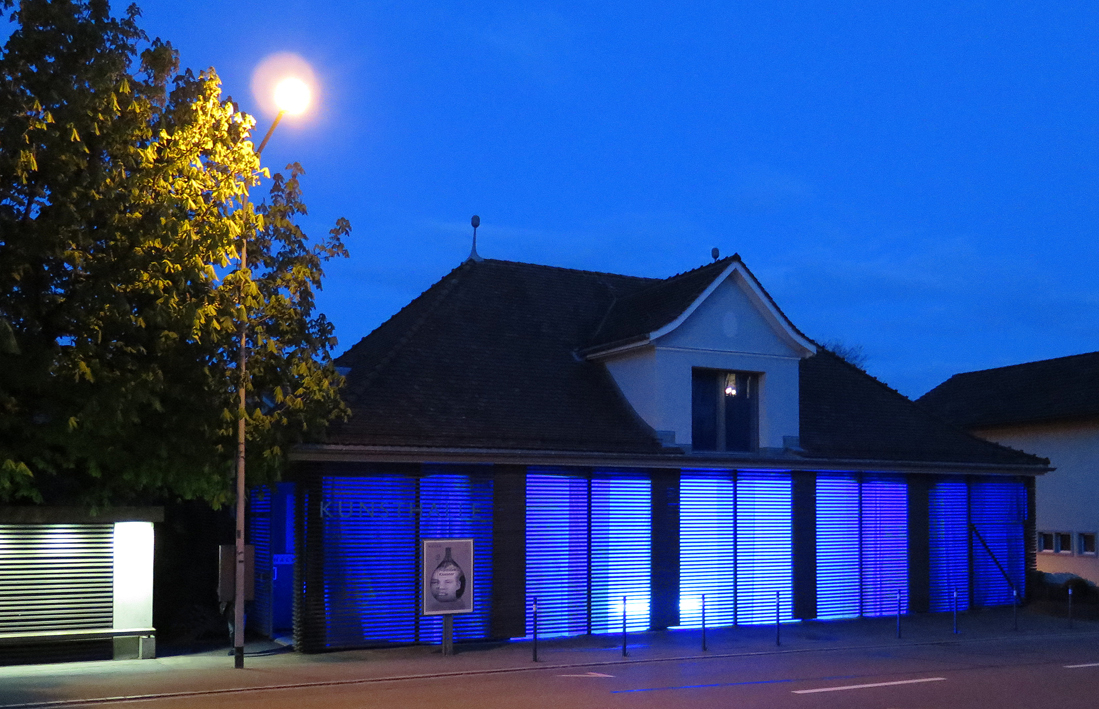
Kunsthalle Wil (2014)

Die Kunsthalle Wil versteht sich als Forum für zeitgenössische Kunst. Sie befindet sich an der Grabenstrasse 33 in der Stadt Wil im Ostschweizer Kanton St. Gallen.

## Ausstellungen
Im Fokus des Ausstellungsprogramms steht experimentelles sowie raumbezogenes Schaffen. «Ausgestellt werden Künstler, die bereits einige Jahre selbständig gearbeitet haben und mit innovativen, interessanten Werken aufgefallen sind, jedoch noch nicht zu den Stars des Kunsthandels gehören. Vor allem für Kunstschaffende, die nicht im gängigen Bereich der Galerien-Kunst tätig sind, soll die Kunsthalle eine Möglichkeit bieten, sich einem breiteren Publikum vorzustellen». Auch traditionsverbundene Positionen können Eingang in das Programm finden, «vorausgesetzt sie sind von profundem künstlerischem Gehalt und von hoher gestalterischer Qualität».

## Trägerschaft
Die Kunsthalle Wil wird getragen vom gleichnamigen Verein, «der sich 1991 aus Wiler Künstlerkreisen formierte mit dem Ziel, das regionale wie nationale und internationale zeitgenössische Kunstschaffen in der Region zu verankern und einem interessierten Publikum näher zu bringen».

## Geschichte
Die Kunsthalle wurde 1991 gegründet. «Nach drei vorgängigen Orten fand die Kunsthalle 2009 ihren definitiven Standort in der neugestalteten ehemaligen Kleinviehmarkthalle zu Füssen der oberen Altstadtmauer, unweit des Stadttors.» Das vom Planungsbüro Viola Architekten GmbH neugestaltete Gebäude wurde von Wil Tourismus mit dem Anerkennungspreis für gute Architektur Prix Casa 2009 ausgezeichnet.